# Hällnäs
Hällnäs ist ein Ort (tätort) in der schwedischen Provinz Västerbottens län und in der historischen Provinz Västerbotten.

## Lage
Hällnäs gehört zur Gemeinde Vindeln. Der Ort liegt gut 60 km Luftlinie nordwestlich der Provinzhauptstadt Umeå und 13 km nordwestlich des Hauptortes der Gemeinde, Vindeln, über dem linken Ufer des Vindelälven. Hällnäs ist nach Vindeln und Tvärålund der drittgrößte Ort der Gemeinde (2015).
Der Ort ist Knotenpunkt an der von Mittelschweden nach Boden führenden Eisenbahnstrecke Stambanan genom övre Norrland (Norrlandsbahn, Streckenkilometer 905 ab Stockholm). Dort zweigt die Bahnstrecke Hällnäs–Storuman ab, mit 167 km die längste der Querverbindungen zur Inlandsbahn. Auf dieser Strecke wurde der Personenverkehr bis Lycksele 1995 eingestellt und 2011 wieder aufgenommen. Auch auf der Norrlandsbahn halten Personenzüge nach mehr als zehnjähriger Unterbrechung erst wieder seit 2006 in Hällnäs.
Hällnäs liegt an der Provinzstraße 363, die von Umeå fast auf ihrer gesamten Länge dem linken Ufer des Vindelälven bis nach Ammarnäs folgt und mit 325 km die längste Provinzstraße Schwedens ist. In Hällnäs zweigt eine der Norrlandsbahn in nördlicher Richtung folgende sekundäre Provinzstraße nach Bastuträsk ab.

## Geschichte

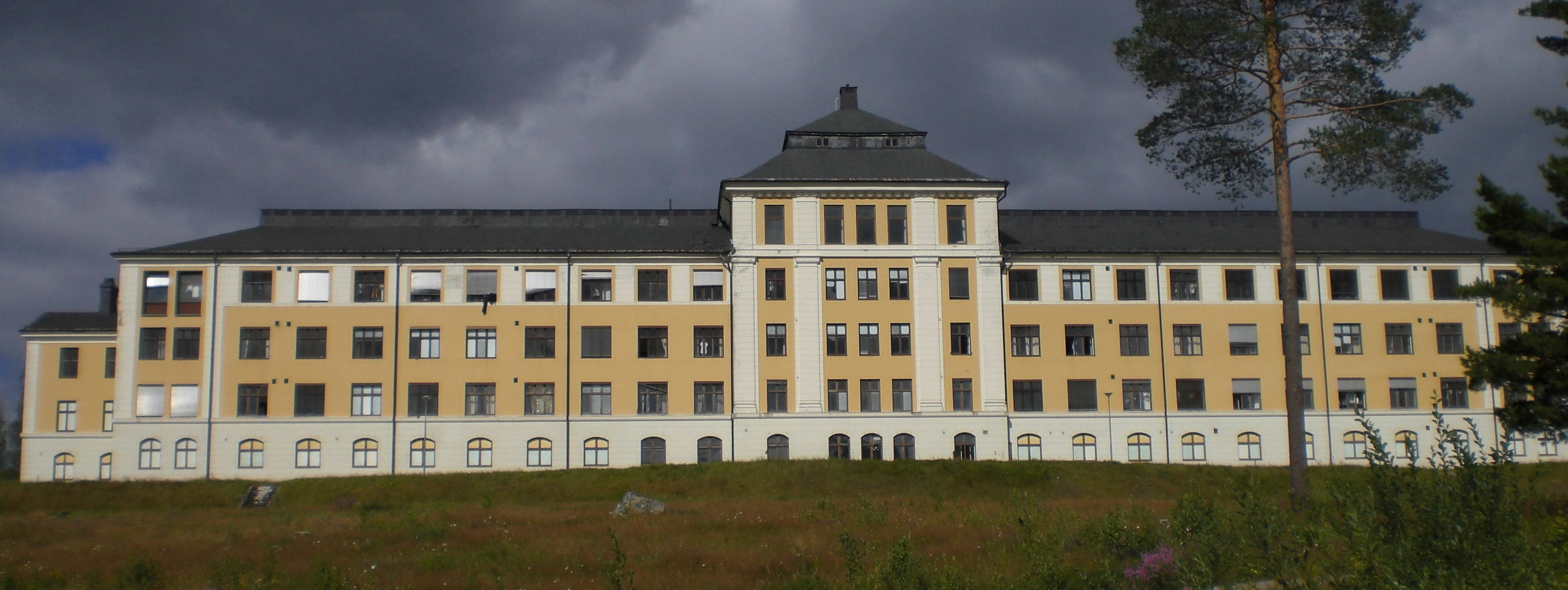
Hauptgebäude des Hällnäs sanatorium

Der Ort entstand gegen Ende des 19. Jahrhunderts und entwickelte sich insbesondere nach der Eröffnung der Eisenbahn 1894. 1922 wurde Hällnäs Ausgangspunkt für die 1930 fertiggestellte Zweigstrecke nach Storuman.
1926 wurde bei Hällnäs eines der größten Sanatorien zur Behandlung von Tuberkulose in Schweden errichtet. Erbaut im zeittypischen Stil, besaß die Anlage eine Vielzahl von Einrichtungen zur Selbstversorgung, darunter ein eigenes Wasserwerk. Von zunächst 208 Plätzen wurde das Sanatorium bis 1948 in mehreren Etappen bis auf 340 Plätze erweitert. Seiner ursprünglichen Bestimmung diente das Sanatorium bis Ende der 1960er-Jahre. Heute ist es ungenutzt und steht leer, ist aber immer noch die bekannteste Einrichtung des Ortes.
Seit einem Höhepunkt in den 1960er-Jahren, als in Hällnäs über 500 Menschen lebten, verringerte sich die Bevölkerungszahl um fast die Hälfte.